# Aldona (Vorname)
Aldona ist ein litauischer weiblicher Vorname. Die männliche Form ist Aldonas. 

## Namensträgerinnen
- Aldona Balsienė (* 1952), litauische Gewerkschafterin und Politikerin, Mitglied des Seimas
- Aldona Baranauskienė (* 1948), litauische Politikerin polnischer Herkunft, ehemalige Ministerin
- Aldona Gustas (1932–2022), deutsche Lyrikerin, Prosaautorin und bildende Künstlerin
- Aldona Kopkiewicz (* 1984), polnische Dichterin und Publizistin
- Aldona Niemczyk (* 1969), deutsche Politikerin (CDU)
- Aldona Sobczyk (* 1979), polnische Biathletin
- Aldona Staponkienė (* 1949), litauische Politikerin, Mitglied des Seimas